# Basen Angolski

Baseny oceaniczne Atlantyku

Basen Angolski – część Oceanu Atlantyckiego, basen oceaniczny położony w jego południowo-wschodniej części, u wybrzeży Angoli i Konga, ograniczony Grzbietem Południowoatlantyckim, Wyniesieniem Gwinejskim i Grzbietem Wielorybim. Maksymalna głębokość 6260 m.